# Xuixo
Le xuixo (prononcé en catalan : [ˈʃuʃu]) est une viennoiserie catalane originaire de Gérone, en Catalogne farcie de crème, frite et couverte de sucre cristallisé. Il se mange au petit déjeuner ou comme goûter,.
Il a la distinction producte de la terra (soit « produit de la terre », pas du terroir mais de Catalogne) de la Généralité de Catalogne d'Espagne.
Les xuixos auraient été créés à Gérone au XXe siècle, à la pâtisserie qu'Emili Puig avait, rue Cort Reial, inspiré par le chou à la crème français, avec le but de l'améliorer et de l'adapter aux goûts catalans. Peu à peu, il est passé des pâtisseries, où on le trouve encore, aux xurrerias, commerces proposant des fritures, devenant, à partir de la seconde partie du XXe siècle, un des produits les mieux vendus. On a popularisé une version où le xuixo, au lieu d'être enrobé de sucre, l'est avec une couche de chocolat au lait. Aujourd'hui, il existe aussi des versions industrielles de xuixos que l'on peut acheter dans tous les supermarchés.

## Légende

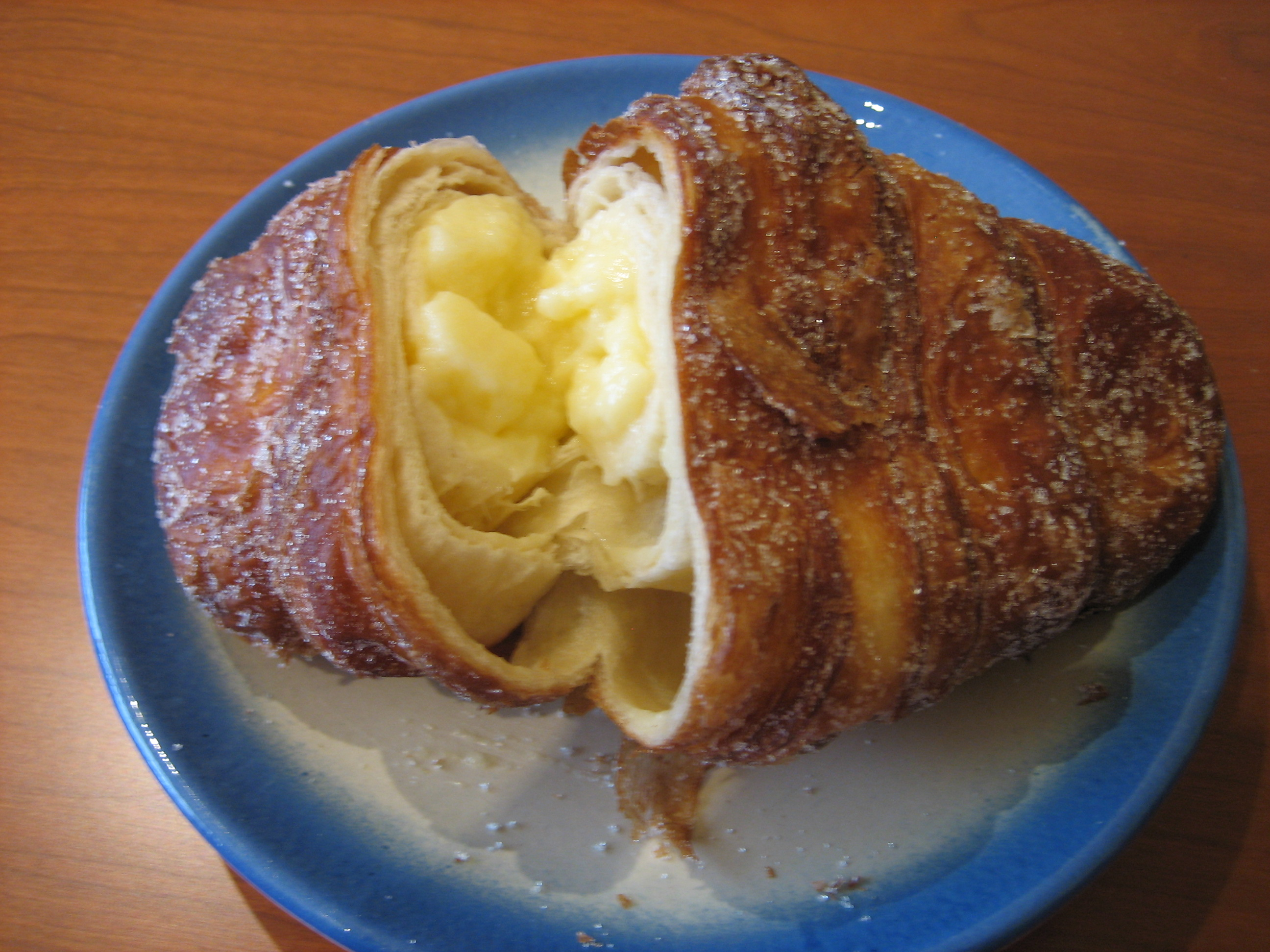
Xuixo ouvert.

À Gérone, entre la Rambla et la rue d'Argenteria, vivait un acrobate, le Tarlà. Il amusait les citoyens en une époque de quarantaine et d'épidémie. Celui-ci était amoureux de la fille du pâtissier du quartier, et il allait la voir en cachette de temps en temps. Un jour, alors qu'il était à la pâtisserie, le pâtissier arriva. L'amant se cacha dans un sac de farine, mais il ne put s'empêcher d'éternuer, à cause de la farine, en faisant un bruit similaire à chui-chui. Le pâtissier le trouva mais l'acrobate raconta qu'il venait justement pour lui enseigner la magnifique recette d'une douceur nommé chou-chou ou choui-choui. Il fit promettre au pâtissier de le marier à sa fille en échange de la recette, bien que le père n'ait jamais cru à l'histoire.
Aujourd'hui on peut voir l'acrobate de Tarlà aux fêtes patronales de la ville, à la Fête de Printemps et d'autres foires, qui décorent les rues où l'homme faisait ses pirouettes.